# Rive Gauche

Bản đồ hành chánh ghi các quận thuộc Paris với sông Seine cắt đôi thành phố. Tả ngạn là bờ nam sông.

La Rive Gauche tức Tả ngạn Paris là khu vực bờ nam sông Seine trong thành phố Paris. Ở đoạn này sông Seine chảy từ đông sang tây, chia đôi Paris. Hữu ngạn Paris tức Rive Droite ở bờ bắc và Tả ngạn là bờ nam sông.
Khu Tả ngạn có tiếng là khu thơ mộng, hữu tình vì các nghệ sĩ danh tiếng như Auguste Rodin, Pablo Picasso, Arthur Rimbaud, Paul Verlaine, Henri Matisse, Jean-Paul Sartre, Ernest Hemingway, F. Scott Fitzgerald đã từng lưu trú ở đây cùng với cộng đồng nghệ sĩ ở Montparnasse. Những con đường nổi tiếng ở Tả ngạn phải kể đến Boulevard Saint-Germain, Boulevard Saint-Michel, và Rue de Rennes. Đặc biệt nhất là Khu phố Latin thuộc Quận 5 nơi tụ tập của sinh viên Viện Đại học Paris.
Tả ngạn Paris vì liên hệ với nghệ sĩ và sinh viên, không chỉ là một khu vực địa lý mà là cả một lối sống phóng khoáng và thời trang tân thời. Năm 1966, hãng thời trang danh tiếng Yves Saint-Laurent đã tung ra một bộ sưu tập quần áo với tên Rive Gauche cũng vì hình ảnh gắn liền với lối sống trẻ trung. Bộ sưu tập đó cũng đã hòa nhập nét thời trang thượng hạng với lối trang phục bình dân.